# Lonchotura dutreuxi
Lonchotura dutreuxi är en fjärilsart som beskrevs av Deyrolle 1874. Lonchotura dutreuxi ingår i släktet Lonchotura och familjen Sematuridae. Inga underarter finns listade i Catalogue of Life.